# Kathedraal van Durham

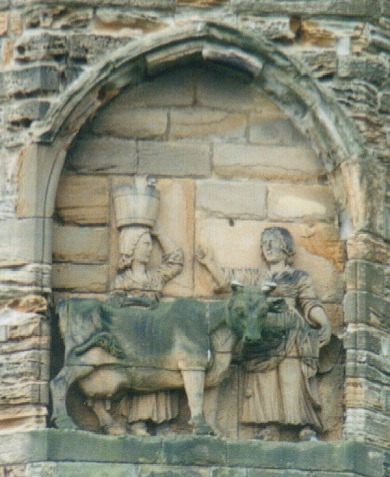
Afgebeeld is de legende over de oprichting van de kathedraal. Te zien zijn twee melkmeisjes en een koe.

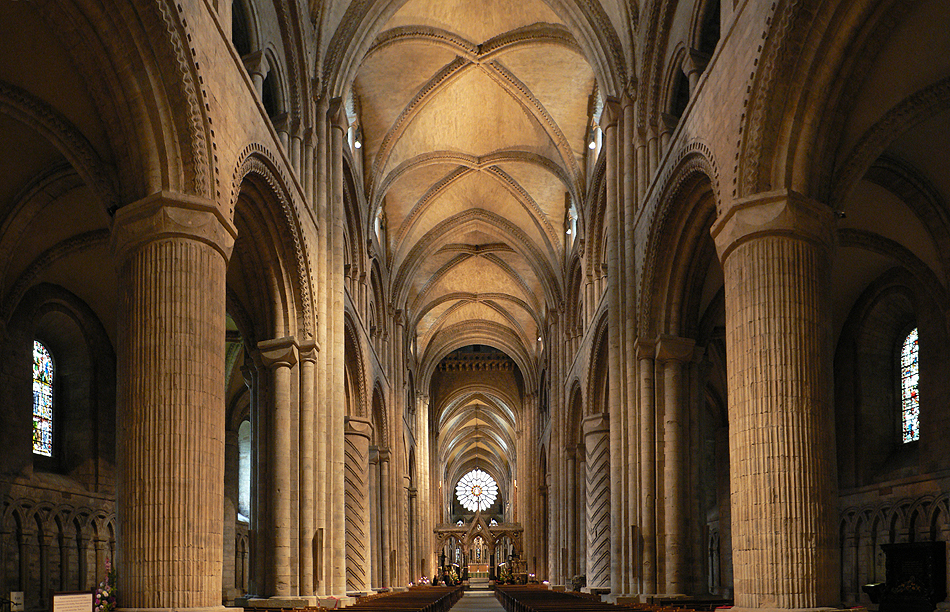
Het schip

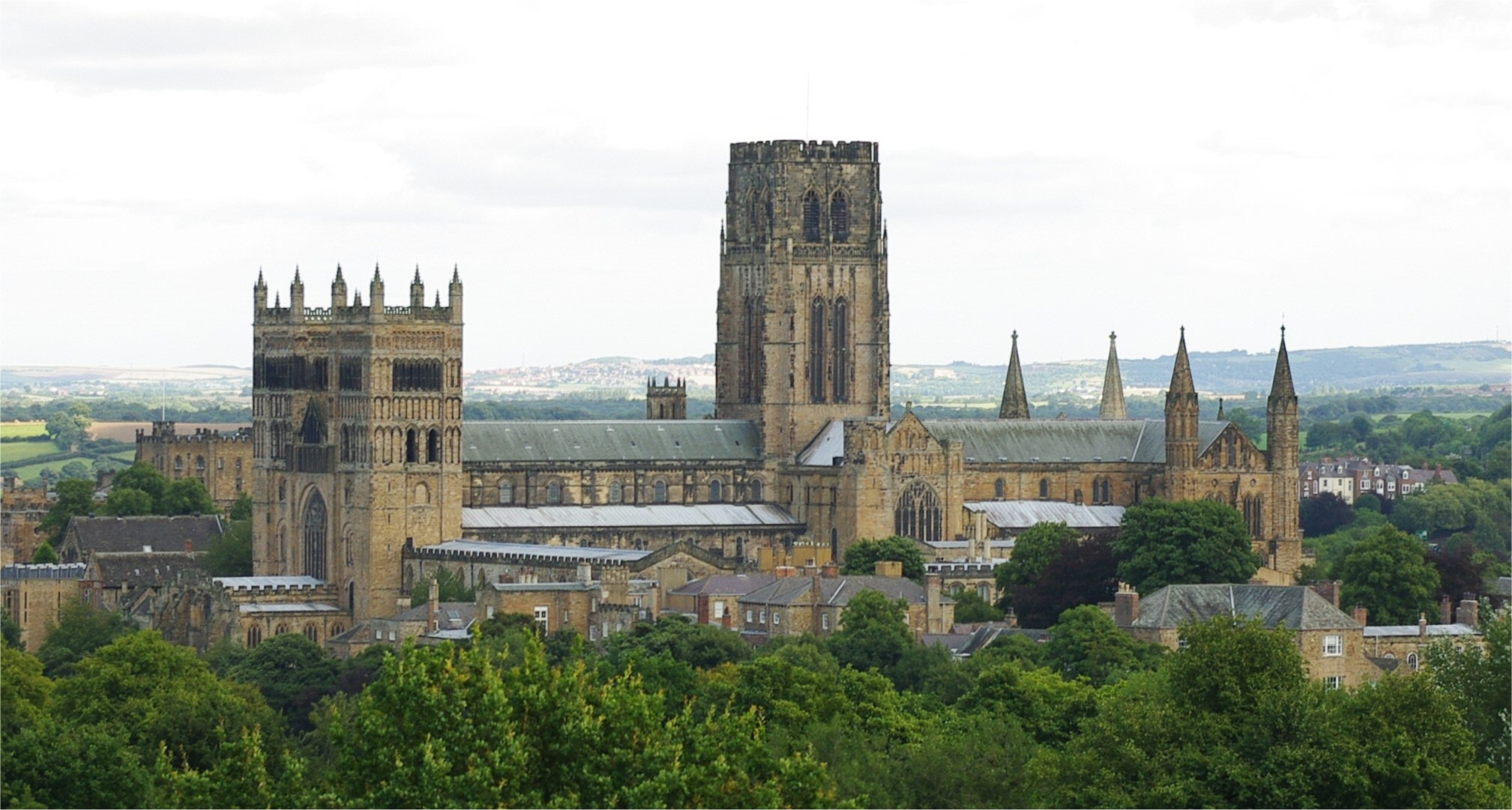
De kathedraal vanuit het zuiden

Met de bouw van de Kathedraal van Durham werd in 1093 begonnen. Ze is een van de belangrijkste christelijke geloofscentra in Engeland. De officiële naam luidt The Cathedral Church of Christ, Blessed Mary the Virgin and St Cuthbert of Durham. Het gebouw staat op de Werelderfgoedlijst, samen met het naastgelegen kasteel van Durham. Zowel de kathedraal als het kasteel bevinden zich in het stadje Durham, waarvan het oude centrum bijna geheel ingesloten is door de rivier Wear. De kathedraal is grotendeels gebouwd in de romaanse stijl die de Engelsen Norman architecture noemen.
In de kathedraal zijn de tombe en relieken van Cuthbert van Lindisfarne te bezichtigen; hij was een heilige uit de 7e eeuw. Tevens zijn aanwezig het hoofd van Oswald van Northumbria en de stoffelijke resten van Beda. Een toeristische attractie vormt het beklimmen van de 325 traptreden van de 66 meter hoge toren, om daar te genieten van het uitzicht op Durham en omgeving.
Diensten worden elke dag gehouden, behalve op maandagen; het koor van de kerk zingt elke dag, maar niet op feestdagen en tijdens vakanties.
De Bisschop van Durham is nog steeds een van de leidende figuren binnen de Anglicaanse Kerk, slechts drie zijn belangrijker. Hij is ook betrokken bij de kroning van koningen en koninginnen.

## Geschiedenis

### Vroegste geschiedenis
Het bisdom Durham werd rond 635 gesticht door Aiden van Lindisfarne in opdracht van Oswald van Northumbria. In 664 werd het overgeheveld naar het Bisdom van York, maar in 678 werd het in opdracht van de Aartsbisschop van Canterbury heropgericht. De streek rond Durham leverden veel heiligen op, van wie Cuthbert van Lindisfarne de belangrijkste is.
Invallen door de Vikingen zorgden ervoor dat monniken moesten vluchten in 875, waarbij ze de stoffelijke resten van Sint Cuthbert meenamen. Pas in 882 konden ze veilig terugkeren, nog niet naar Durham, maar naar Chester-le-Street. Daar bleef de zetel tot 995; in dat jaar moesten de monniken opnieuw vluchten. Volgens overlevering volgde men twee melkmeisjes op zoek naar een bruine koe (dun cow) en kwamen terecht op een stuk land, dat was ingesloten door een meander in de Wear. De grafkist van de heilige was in zo’n slechte staat, dat verder verplaatsen niet meer mogelijk was, zodat men besloot om er te blijven. Een logischer verklaring is te vinden in het feit dat het stuk land makkelijk te verdedigen was en destijds viel onder de bescherming van de graaf van Northumberland; de toenmalige bisschop Aldhun van Durham had familiebanden met de plaatselijke adel.
Een straatje naar de kathedraal heet nog steeds Dun Cow Lane.
Zoals gebruikelijk was werd het eerste kerkgebouw van hout opgetrokken. In 998 werd begonnen met de bouw van een stenen versie, maar daarvan is alleen, in 1018, de westelijke toren gereedgekomen. Steeds mee bedevaartgangers bezochten Durham dat daardoor meer aanzien en geld kreeg, daarbij geholpen door de veilige ligging. Knoet de Grote bezocht de plaats.

### Middeleeuwen
In 1093 werd onder William van Saint Calais begonnen met de bouw van de huidige kathedraal. In 1135 overleed William nog voor de voltooiing; Ranulf Flambar nam zijn taak over (hij bouwde ook de eerste brug over de rivier). De tombe van Sint Cuthbert werd aan de oostzijde geplaatst in een monument van marmer en goud.
In de 12e eeuw werd het toenmalige gebouw uitgebreid onder bisschop Hugh de Puiset. De onder hem tot stand gekomen Lady Chapel of Galilee Chapel huisvest sindsdien de resten van Beda en bisschop Thomas Langley. William , Ranulf en Hugh liggen alle drie begraven in het uit 1140 daterende Chapter House.
Vervolgens werd in de vroege 13e eeuw de kerk uitgebreid met de Kapel van de Negen Altaren, gebouwd aan de oostzijde onder leiding van Richard le Poore. Een van de torens werd nog door bliksem getroffen en in de 15e eeuw herbouwd.
In 1538 werd de tombe van Sint Cuthbert op last van koning Hendrik VIII van Engeland vernietigd: er bleef alleen een gedenksteen over. In 1540 volgde dan de opheffing van het benedictijnerklooster, het gebouw bleef wel bestaan.

### 17e eeuw
Gedurende de 17e eeuw gebruikte Cromwell de kathedraal als krijgsgevangenkamp voor Schotten na de Slag om Dunbar op 3 september 1650. De krijgsgevangenen werden zo slecht behandeld dat ongeveer 3000 in de kathedraal overleden. Het houtwerk van de kerk werd gesloopt en gebruikt voor verwarming. Slechts één onderdeel van de kerk blijft intact: een klok van Prior Castell die een distel bevat, het symbool van Schotland.
Overledenen werden naamloos begraven; overlevenden werden naar Noord-Amerika verscheept en als slaven verkocht. Dat het er niet zachtzinnig aan toe ging, kwam in 1946 aan het licht, toen tijdens de installatie van een nieuw verwarmingssysteem een massagraf met Schotten werd ontdekt. Sindsdien probeert men voldoende geld bijeen te brengen om de Schotten te herbegraven, mogelijk ook in Schotland zelf.

### 1700-1900
De Kapel van de Negen Altaren huisvest een groot 17e-eeuws roosvenster, dat in de 18e eeuw hersteld moest worden. Tevens is er een standbeeld geplaatst van William Van Mildert, de laatste prins-bisschop (1826-1836) en medeoprichter van de Universiteit van Durham.

### 20e eeuw en later
- In 1986 zijn Kasteel en kathedraal van Durham op de Werelderfgoedlijst van UNESCO geplaatst.
- Het exterieur doet dienst als Zweinstein in de Harry Potter-films; de spits op de torens wordt met de computer toegevoegd.
- Beelden van het interieur worden gebruikt in de film Elizabeth (1998).
- Het gebouw wordt genoemd in de serie Britain’s Best Buildings van de BBC.